# جيرالد إيفرت
جيرالد إيفرت (بالإنجليزية: Gerald Everett) هو لاعب كرة قدم أمريكية أمريكي، ولد في 25 يونيو 1994 في أتلانتا في الولايات المتحدة.

## وصلات خارجية
- جيرالد إيفرت على موقع إي إس بي إن.كوم (أن.أف.أل)3
- جيرالد إيفرت على موقع مرجع كرة القدم المحترفة.كوم (الإنجليزية)
- جيرالد إيفرت على موقع كلية كرة القدم في سبورتس رفرنس.كوم (الإنجليزية)